# الحرب الأهلية البيزنطية 1341-1347
```
الحرب الأهلية البيزنطية 1341-1347
 يشار إليها أحيانا باسم 
الحرب الأهلية الباليولوجية الثانية
، كان صراع اندلع في 
الإمبراطورية البيزنطية
 بعد وفاة 
أندرونيكوس الثالث باليولوج
 على الوصاية على ابنه البالغ من العمر تسع سنوات ووريثه، 
يوحنا الخامس باليولوج
.
[
1
]
 وهي تتنافس على رئيس الوزراء الأسبق 
لأندرونيكوس الثالث باليولوج
، 
يوحنا السادس قانتاقوزن
، ومن ناحية أخرى إحدى الوصايات التي ترأستها الإمبراطورة الأرملة آنا سافوي (Anna of Savoy)، بطريرك القسطنطينية (Ecumenical Patriarch of Constantinople) يوحنا الرابع عشر كاليكاس (John XIV of Constantinople)، والميغمس الكبير (Megas doux) ألكسيوس أبوكاوكوس (Alexios Apokaukos
```

استقطبت الحرب المجتمع البيزنطي وطبقاته الاجتماعية، فدعمت طبقة الأرستقراطيين يوحنا السادس قانتاقوزن، بينما دعمت الطبقات الأدنى والطبقة العاملة الوصاية على العرش. اتخذ الصراع معانيَ دينية: فتورطت الإمبراطورية البيزنطية في جدال الهيسخازمية أو الهدوئية، وبات اتباع العقيدة الصوفية الهيسخازمية (الهدوئية) يعني دعم قانتاقوزن.
كان قانتاقوزن المساعد الأكبر والصديق الأقرب للإمبراطور أندرونيكوس الثالث، فأصبح قانتاقوزن الحاكم بالوصاية نيابة عن يوحنا الخامس عقب وفاة أندرونيكوس في شهر يونيو عام 1341. تغيّب قانتاقوزن عن القسطنطينية في شهر سبتمبر من العام ذاته، فاندلع انقلاب عسكري قاده أليكسيوس أبوكاوكس والبطريرك يوحنا الرابع عشر لتوفير الدعم اللازم للإمبراطورة آنا وتأسيس مجلس وصاية جديد. ردًا على ذلك، نُصب قانتاقوزن إمبراطورًا مشاركًا من طرف جيشه وداعميه في شهر أكتوبر، فرمموا الفجوة بين قانتاقوزن والوصاية الجديدة. تصاعد الانشقاق بين الطرفين على الفور ليتحول إلى صراع مسلح.
خلال الأعوام الأولى من الحرب، انتصرت قوات الوصاية. لكن جراء تصاعد الانتفاضات المناهضة للأرستقراطية، وأشهرها انتفاضة المتعصبين في سلانيك (ثيسالونكي)، خضعت معظم المدن الواقعة في تراقيا ومقدونيا لحكم الوصاية. تمكن قانتاقوزن من قلب الطاولة على خصومه وإيقاف إنجازاتهم جراء حصوله على العون من ستيفان دوشان ملك صربيا وعمر غازي أمير آيدين. بحلول عام 1345، وعلى الرغم من تغيير دوشان موقفه ودعم المعارضة وانسحاب عمر غازي، استعاد قانتاقوزن السلطة عبر تلقيه مساعدة أورخان غازي سلطان العثمانيين. في شهر يونيو من عام 1345، جاء مقتل أبوكاوكس، كبير مستشاري الوصاية، ليشكل ضربة قاسية للوصاية. نُصب قانتاقوزن إمبراطورًا بشكل رسمي في أدريانوبل (أدرنة) عام 1346، ودخل القسطنطينية في الثالث من شهر فبراير عام 1347. اتُفق على أن يحكم قانتاقوزن لـ 10 سنوات بصفته الإمبراطور الأكبر والوصي على يوحنا الخامس، حتى يبلغ الصبي السن القانوني ويحكم إلى جانب قانتاقوزن. على الرغم من هذا النصر الواضح، أجبرت الحرب الأهلية التي استؤنفت لاحقًا يوحنا السادس قانتاقوزن على التخلي عن العرش والتحول إلى الرهبنة عام 1354.
كانت عواقب هذا الصراع الطويل كارثية بالنسبة للإمبراطورية البيزنطية، والتي تمكنت من استعادة شيء من استقرارها على يد أندرونيكوس الثالث. لكن 7 أعوام من الحرب، إلى جانب وجود الجيوش الغازية والاضطرابات الاجتماعية ومجيء وباء الطاعون (الموت الأسود)، دمرت بيزنطة وقلصتها لتصبح بقايا دولة. سمح هذا الصراع لدوشان باحتلال ألبانيا وإبيروس ومعظم مقدونيا، فأسس هناك الإمبراطورية الصربية. استحوذت الإمبراطورية البلغارية أيضًا على أراضٍ شمال نهر إفروس.

## خلفية
في عام 1341، كانت الإمبراطورية البيزنطية في حالة من الاضطراب، وعلى الرغم من استعادة العاصمة الإمبراطورية لتصبح القسطنطينية من جديد واستعادة جزء من سلطتها السابقة على يد ميخائيل الثامن باليولوج (نحو 1259–1282)، أرهقت السياسات المرعية خلال عهده موارد الدولة، وضعفت قوة الإمبراطورية عندما جاء خليفته إلى الحكم، أندرونيكوس الثاني باليولوج (نحو 1282–1328). خلال عهد أندرونيكوس الثاني الطويل، سقطت الممتلكات البيزنطية المتبقية في آسيا الصغرى ببطء بيد الأتراك، تحديدًا الإمارة العثمانية المنشأة حديثًا. سبب ذلك تدفق اللاجئين إلى المقاطعات الأوروبية في الإمبراطورية البيزنطية، بينما عاثت الشركة القطلونية فسادًا في المناطق والممتلكات الإمبراطورية. ارتفعت الضرائب بشكل دراماتيكي لتمويل الأتوات التي تدفعها الإمبراطورية لأعدائها. أدى مزيج الإخفاقات تلك والطموح الشخصي إلى حثّ وريث الإمبراطورية، أندرونيكوس الثالث باليولوج الصغير، على التمرد. لاقى أندرونيكوس الثالث دعمًا من مجموعة من الأرستقراطيين الصغار قادهم يوحنا قانتاقوزن وسيريانيس باليولوج بهدف التخلص من جدّه عقب سلسلة من الصراعات خلال عشرينيات القرن الرابع عشر. نجح أندرونيكوس بخلع الإمبراطور المسن عن العرش، لكن الحرب لم تأت بنتائج جيدة في المستقبل، فاستغل حينها جيران الإمبراطورية البيزنطية -الصرب والبلغار والأتراك وجمهوريتا جنوة والبندقية- الحرب الأهلية البيزنطية للحصول على مزيد من الأراضي والممتلكات أو توسيع نطاق نفوذهم وتأثيرهم داخل الإمبراطورية نفسها.
كان يوحنا قانتاقوزن الابن الوحيد لحاكم الممتلكات البيزنطية السابق في المورة الذي تربطه بعائلة باليولوج علاقة قرابة عبر والدته. ورث قانتاقوزن ممتلكات واسعة في مقدونيا وتراقية وثيساليا، وأصبح صديق الطفولة والصديق الأقرب والمستشار المخلص لأندرونيكوس الثالث. خلال عهد أندرونيكوس الثالث (1328–1341)، عمل يوحنا قانتاقوزن في منصب الوزير الأكبر، وشغل منصب القائد العام للجيش البيزنطي، أو ما عُرف وقتها بـ ميغاس دوميستيكوس. ظلت العلاقة بين الاثنين جيدة، وفي عام 1330، عندما مرض أندرونيكونس الثالث الذي لم يخلف وريثًا حينها (وُلد يوحنا الخامس عام 1332، أي بعد سنتين)، أصر الإمبراطور على توريث منصبه لقانتاقوزن أو جعله وصيًا على العرش بعد موته. ازدادت قوة علاقتهما في ربيع عام 1341، عندما تزوج متّى قانتاقوزن، الابن الأكبر ليوحنا قانتاقوزن، من إيرين باليولوجينا، ابنة عم الإمبراطور.
بخلاف أندرونيكوس الثاني، الذي حلّ الجيش والبحرية البيزنطية واستمال الرهبان والمفكرين، كان أندرونيكوس الثالث حاكمًا مجتهدًا قاد قواته شخصيًا في الحملات العسكرية. في عام 1329، أدت حملته الأولى ضد العثمانيين إلى هزيمة فادحة في معركة بيليكانون، والتي انهارت إثرها القوات البيزنطية المتموضعة في بيثينيا بسرعة. كانت الغارات اللاحقة في البلقان ناجحة في حفاظها على إمبراطورية أندرونيكوس المتداعية. استعاد البيزنطيون ثيساليا وديسبوتية إبيروس، وهما منطقتان فُصلتا عن الإمبراطورية إثر الحملة الصليبية الرابعة، وتمّت عملية استرجاعهما دون سفك الدماء تقريبًا بين عامي 1328 و1337 على التوالي. أعاد أندرونيكوس الثاني بناء أسطول بحري متواضع، ما سمح له باستعادة جزيرة خيوس الثرية وذات الموقع الاستراتيجي من عائلة زاكاريا من جنوة في العام 1329، بالإضافة إلى الإعلان عن تحالفٍ مع أندريولو كاتانيو من جنوة، وهو حاكم فوكايا الموجودة ضمن بر الأناضول. في عام 1335، استولى دومينيكو بن أندريولو على جزيرة لسبوس بدعم من جنوة. قاد الإمبراطور أسطولًا لاستعادة جزيرة لسبوس وفوكايا، وطلب مساعدة الأمراء الأتراك من بني صاروخان وبني آيدين. أرسل بنو صاروخان جيوشًا ومعدات عسكرية، لكن عمر غازي حاكم آيدين حضر ليقابل الإمبراطور شخصيًا. في تلك المناسبة، أسس قانتاقوزن وعمر غازي تحالفًا، ونشأت بينهما علاقة صداقة حميمة استمرت مدة طويلة.
كانت الحرب مع صربيا بين عامي 1331–1334 حملة غير ناجحة بالنسبة للإمبراطور عندما استولى الصرب على عدة بلدات في مقدونيا تحت قيادة المنشق سيريانيس باليولوج. فقدت تلك المكاسب قيمتها عندما اغتُيل سيريانيس وبرز خطر الغزو الهنغاري، فاضطر الحاكم الصربي ستيفان دوشان إلى السعي وراء التسوية عن طريق المفاوضات. أُجريت معاهدة سلام لاحقًا بين أندرونيكوس الثالث ودوشان، وكانت ذات أهمية كبيرة في مستقبل العلاقات البيزنطية–الصربية. اعترف البيزنطيون للمرة الأولى بالمكاسب الكبرى التي حققها الصرب على حساب الإمبراطورية في وسط البلقان خلال عهد أندرونيكوس الثاني. عقب توقيع التحالف، نقل دوشان مركز حكمه، وبالتالي مركز المملكة، جنوبًا إلى بريليب.
كانت خسارة آسيا الصغرى أمرًا محتومًا ولا يمكن استرجاعها، لكن النجاح الذي حققه البيزنطيون في إبيروس وثيساليا أدى إلى اتحاد الإمبراطورية في المناطق الناطقة بالإغريقية وجنوب البلقان. خطط أندرونيكوس الثالث وقانتاقوزن لحملات عسكرية أخرى من أجل استعادة الإمارات اللاتينية جنوب اليونان، وهو مشروع ذو أهمية كبرى على المدى الطويل، ووفقًا لما كتبه المؤرخ دونالد نيكول، فـ «إذا تمكنت الحكومة البيزنطية من توحيد كامل شبه الجزيرة الإغريقية، ستملك الإمبراطورية البيزنطية مجددًا بنية متجانسة، وستصبح قادرة على مواجهة الصرب والطليان والأعداء الآخرين. ستكون إمبراطورية صغيرة، لكنها ستملك اقتصادًا مُحكمًا وقابلًا للإدارة، وستحوي وحدة إدارية تعمل من رأس ماتابان إلى سلانيك مرورًا بالقسطنطينية.